# Léipoa ocellé
Leipoa ocellata
Genre
Espèce
Statut de conservation UICN

 VU A2bce+3ce+4bce : Vulnérable
Le Léipoa ocellé (Leipoa ocellata) (en anglais : Malleefowl) est une espèce d'oiseau endémique de l'Australie vivant sur le sol, sensiblement de la taille d'un poulet domestique. C'est la seule espèce vivante du genre Leipoa. Il existait une espèce de leipoa géant (Leipoa gallinacea) qui disparut au pléistocène. Il appartient à la famille des mégapodes, seuls oiseaux à construire des nids incubateurs.

## Description
Ce sont des oiseaux de la taille d'un poulet de 60 cm de long pour un poids de deux kilos pour la femelle, 2,5 kg pour le mâle. Leur plumage est un savant mélange de gris, de brun, de noir et de blanc qui, par leur dessin auquel ils doivent leur nom, leur permet de se camoufler facilement dans leur habitat.

## Zones de vie et habitat
Il habite les garrigues semi-arides d'eucalyptus et d'acacias buissonnants, à la limite des zones relativement fertiles de l'Australie du Sud. À l'heure actuelle, leur zone d'habitat est réduite à trois zones distinctes : le bassin de la Murray-Murrumbidgee, l'ouest du Golfe Spencer en bordure du désert de Simpson et la limite semi-aride de l'angle sud-ouest de l'Australie Occidentale.

## Alimentation
Ils ont un régime alimentaire varié, se nourrissant de différentes parties de végétaux mais ils préfèrent les graines, les fruits et les bourgeons. Une partie non négligeable de leur alimentation provient de petits animaux trouvés en grattant le sol.

## Vie sociale
Ce sont des oiseaux craintifs, méfiants, solitaires qui ne volent qu'en cas de danger ou pour aller se percher sur un arbre. Bien que très actifs ils sont difficiles à voir car ils s'immobilisent à la moindre alerte, comptant sur leur plumage pour passer inaperçus ou, quelquefois, ils peuvent s'enfuir en courant en silence vers les buissons les plus proches.
Les couples occupent le même territoire mais généralement ils ne se nourrissent pas et ne dorment pas ensemble ; ils se contentent de rester en contact pendant la période de reproduction.

## Reproduction
En hiver, le mâle choisit une zone dégagée de terrain sablonneux, entre les branches de plusieurs eucalyptus, et creuse le sable avec ses pattes pour faire un trou de trois mètres de diamètre et un mètre de profondeur. À la fin de l'hiver et au début du printemps, il commence à le combler avec des branchages, des feuilles et des écorces ramassés aux environs et il va ensuite  construire, au-dessus, un nid qui va parfois atteindre cinq mètres de diamètre et dépasser du sol d'environ soixante centimètres. La nature du nid est très variable : uniquement de végétaux, presque uniquement en sable, ou d'un mélange en proportion variable des deux. Ces nids ont été pris par les premiers explorateurs pour des tombes aborigènes !

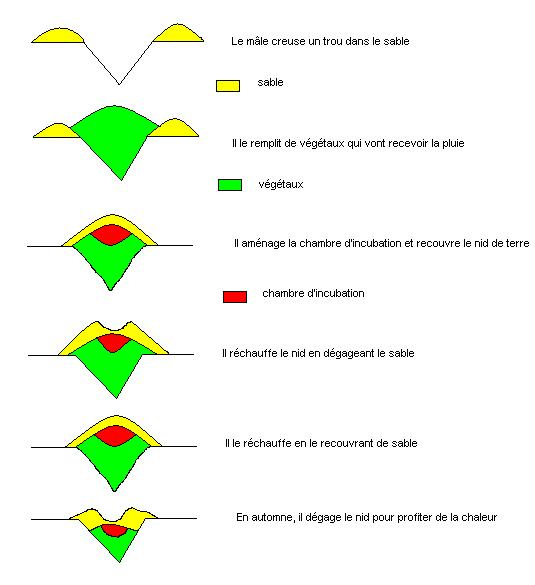
Étapes de construction du nid.

Après les orages, il mélange les végétaux pour faciliter la fermentation
et si les conditions le permettent, creuse en août, à la fin de l'hiver austral, une cavité pour placer les œufs. La femelle l'aide quelquefois à creuser cette niche et le planning de ces travaux est fonction des conditions climatiques (température et précipitations). La femelle va  pondre entre septembre et février en fonction des précipitations. Elle attend d'avoir la température voulue par une fermentation suffisante. Pendant ce temps le mâle continue de s'occuper de l'entretien en prenant la température du nid avec son bec et sa langue, ajoutant régulièrement de la terre le matin au fur et à mesure que l'été arrive pour l'isoler de la chaleur du soleil, dégageant de la terre lorsque la fermentation s'emballe pour faire des courants d'air, faire baisser la température et ralentir la fermentation, tout cela pour maintenir la température constante (33 °C à moins d'un degré près)
Les mâles commencent à construire leur premier nid (ou en remettent un en état) dans leur quatrième année mais ne construisent pas une structure aussi impressionnante que leurs ainés. Ils défendent leur nid pendant les neuf mois de la saison de reproduction mais ne reviennent pas forcément au même nid l'année suivante.
La femelle pond au rythme d'environ un œuf par semaine, après avoir contrôlé la température du nid. Le nombre d'œufs peut être très variable selon les oiseaux et les précipitations : de 2 à 3 jusqu'à 30, avec une moyenne de 15 œufs par couvée. Chaque œuf pèse environ 10 % du poids de la poule. Après la ponte, le mâle creuse doucement le nid et y pousse délicatement l'œuf jusqu'à ce que celui-ci soit dans la bonne position, puis le recouvre. La période d'incubation dépend beaucoup de la température et peut aller de 50 à plus de 100 jours.

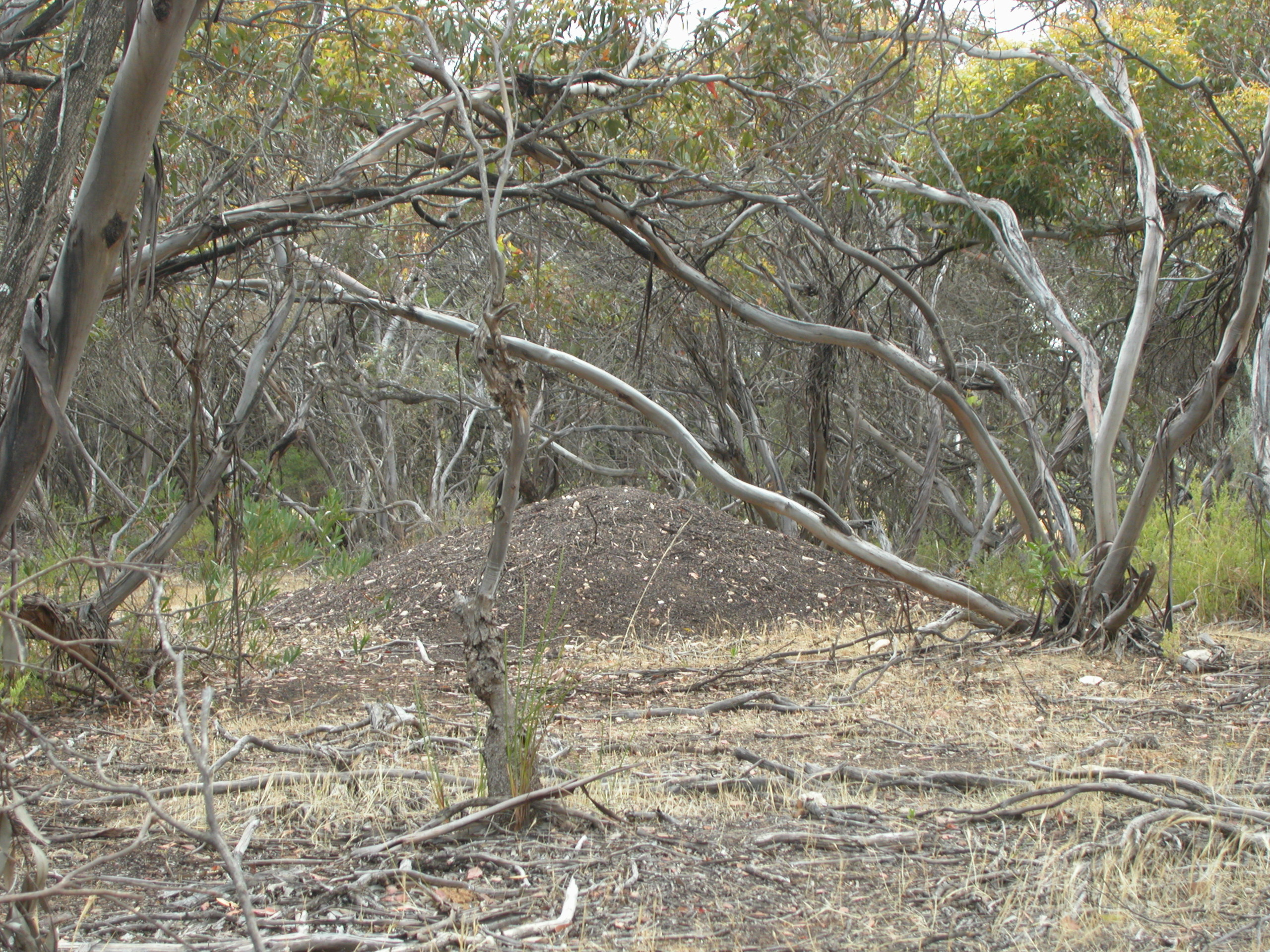
Nid de Leipoa ocellé.

Les oisillons utilisent leurs pattes puissantes pour casser la coquille puis, se mettant sur le dos, creusent leur chemin vers la sortie, se démenant pendant cinq à dix minutes pour gagner trois à quinze centimètres avant de se reposer pendant une heure, puis de reprendre leur travail. Il leur faut ainsi deux à quinze heures pour sortir du nid. Les oisillons sautent du nid sans précaution, yeux et bec encore fermés ; ils ouvrent alors leurs yeux et aspirent une grande quantité d'air avant de se reposer, immobiles, une vingtaine de minutes.
Puis ils se remettent à bouger et se réfugient dans le nid en quelques minutes. Au bout d'une heure ils seront capables de courir à peu près bien ; au bout de deux heures de voleter et de courir parfaitement, au bout d'un jour de s'envoler, bien qu'ils n'aient pas terminé d'acquérir leur plumage.
Les poussins n'ont aucun contact entre eux ou avec leurs parents ; ils naissent à des dates différentes les uns des autres et s'ignorent, sauf pour s'accoupler ou pour se disputer un territoire.
L'existence des nids de Léipoa ocellé aurait pour effet de diminuer l'intensité des feux aux alentours en réduisant la quantité de combustible disponible sur le sol.

## Protection
C'est une espèce classée comme vulnérable, en forte diminution depuis une cinquantaine d'années de par la réduction de son habitat et par la prolifération de prédateurs (chats et renards notamment).